# Comuna Kîtaihorodka, Tomakivka
Kîtaihorodka (în ucraineană Китайгородка) este o comună în raionul Tomakivka, regiunea Dnipropetrovsk, Ucraina, formată din satele Kîtaihorodka (reședința) și Zelenîi Klîn.

## Demografie
Componența lingvistică a satului Kîtaihorodka
     Ucraineană (96,21%)
     Rusă (3,13%)
     Alte limbi (0,13%)
Conform recensământului din 2001, majoritatea populației satului Kîtaihorodka era vorbitoare de ucraineană (96,21%), existând în minoritate și vorbitori de rusă (3,13%).